# 赤穂神社
赤穂神社（あかぼじんじゃ）は、奈良県奈良市高畑町にある神社である。式内社。
『延喜式』所載の神社で、二月堂のお水取りの際に読み上げられる『神名帳』にも「赤穂明神」とある。
天武天皇6年（678年）4月14日に十市皇女を、天武天皇10年（682年）に氷上娘を「赤穂」の地に葬ったと『日本書紀』に記されており、その赤穂としてこの地が有力とされている。

## 祭神
天児屋根命を主祭神とし、天満宮・弁才天を合祀した社を併置している。
「高貴の姫君を祀る」との口碑伝承もあり、女性守護の霊験があるとされている。

## 歴史
飛鳥時代よりの藤原氏の氏神であり、平城遷都に伴いこの地に遷座したと伝わる。熟稲を神籬に懸け、「赤丹穂に聞食し給へ」と申したことより、赤穂の社と呼ばれるようになったという。
もとは数百坪程の社地があったといわれ、明井町（閼伽井町か）の通りに大鳥居があり、桜の名所である神領も所持していた。後年田になり、一帯が「桜田」とよばれた。
明治維新を機に荒廃し、200戸近い家々・禰宜の大半が離散し築地塀のみが虚しく残ったといい、堀辰雄らが哀惜の詩文を残したとされる。これを嘆いた地元の有志によって復興が進められ、天満宮と弁才天社を合祀して赤穂神社の左に配し、二社並存という形とした。
1930年（昭和5年）、この近所にある新薬師寺のそばの鏡神社の別社となり現在に至る。

## 伝説
聖武天皇が眼病の際、新薬師寺に祈念したところ、夢に「赤穂の神に祈り、社の西南にある清浄水で眼を洗うべし」との神託があった。その通りにしたところたちまち快癒し、それにちなみその清水は明井と名付けられ、今は閼伽井と呼ばれる。

## 交通アクセス
奈良交通市内循環・中循環「破石町」下車、東へ徒歩5分。